# Lorna Wing
Lorna Wing (ur. 7 października 1928, zm. 6 czerwca 2014) – angielska psychiatra i lekarz. Pracowała w Medical Research Council’s Social Psychiatry Unit oraz jako psychiatra-konsultant dla Maudsley Hospital w Londynie. Na emeryturę przeszła w 1990.
W związku z objawami autyzmu u córki była zaangażowana w badania dotyczące zaburzeń rozwoju, w szczególności spektrum autyzmu. W 1962 roku została współzałożycielką i członkiem National Autistic Society. Koncepcję „spektrum” zaproponowała na początku lat 80. XX w., we współpracy z zespołem Christophera Gillberga.
Autorka i współautorka 12 książek dotyczących spektrum autystycznego i zespołu Aspergera; przyczyniła się do spopularyzowania tych terminów.

## Publikacje
Książki
- 1964: Autistic Children
- 1966: Physiological Measures, Sedative Drugs and Morbid Anxiety, z M.H. Lader
- 1969: Children Apart: Autistic Children and Their Families
- 1969: Teaching Autitistic Children: Guidelines for Teachers
- 1971: Autistic Children: a Guide for Parents
- 1975: Early Childhood Autism: Clinical, Educational and Social Aspects (editor)
- 1975: What is Operant Conditioning?
- 1988: Aspects of Autism: Biological Research (editor)
- 1989: Hospital Closure and the Resettlement of Residents: Case of Darenth Park Mental Handicap Hospital
- 1995: Autistic Spectrum Disorders: an Aid to Diagnosis
- 1996: The Autistic Spectrum: a Guide for Parents and Professionals
- 2002: Smiling at Shadows: a Mother’s Journey Raising an Autistic Child (with Junee Waites, Helen Swinbourne)

Inne
- Wing, L. & Gould, J. (1979), „Severe Impairments of Social Interaction and Associated Abnormalities in Children: Epidemiology and Classification”: Journal of Autism and Developmental Disorders, 9, s. 11–29.
- Wing, L. (1980). „Childhood Autism and Social Class: a Question of Selection?”: British Journal of Psychiatry, 137, s. 410–417.
- Lorna Wing. Asperger’s syndrome: a clinical account. „Psychological Medicine”. 11, s. 115–129, 1981. DOI: 10.1017/S0033291700053332. PMID: 7208735.
- Burgoine, E. & Wing, L. (1983), „Identical triplets with Asperger’s Syndrome”: British Journal of Psychiatry, 143, s. 261–265.
- Wing, L. and Attwood, A. (1987), „Syndromes of Autism and Atypical Development”, in Cohen, D. & Donnellan, A. (eds.): Handbook of Autism and Pervasive Disorders, New York, John Wiley & Sons.
- Wing, L. (1991), „The Relationship Between Asperger’s Syndrome and Kanner’s Autism”, in Frith, U. (ed.): Autism and Asperger Syndrome, Cambridge, Cambridge University Press.
- Wing, L. (1992), „Manifestations of Social Problems in High Functioning Autistic People”, in Schopler, E. & Mesibov, G. (eds.): High Functioning Individuals with Autism, New York, Plenum Press.
- Wing L., Potter D. The epidemiology of autistic spectrum disorders: is the prevalence rising?. „Mental Retardation and Developmental Disabilities Research Reviews”. 8, s. 151–161, 2002. DOI: 10.1002/mrdd.10029. PMID: 12216059.